# 新幹線ゲーム
新幹線ゲーム（しんかんせんゲーム）は、1976年にニシキ製作所から発売されたエレメカ式アーケードゲームである。本項では新幹線ゲーム同様に十円硬貨を弾く構造をもつ他のエレメカについても解説する。またスマートフォン用アプリについても記述する。

## 概要
投入した十円硬貨をパチンコの様に弾いて、ゴールを目指すゲームである。このため筐体内部に個別の玉などを入れる必要がない。また同じエレメカとして高い人気を誇る『国盗り合戦』や『山のぼりゲーム』は電気（ランプ）を使うが、新幹線ゲームはパネと重力しか使わず、当たり券の排出も重りやバネなど機械的構造のみに頼っている、つまり電気を全く必要とせず（明かりが点灯しているようにみえるが、実は自然光を上から入れてアクリル板で照らしているだけである）構造が簡単であり、設置店にとってはメンテナンスも容易という特徴を持つ。
なお、後述の亜流製品も含めてほとんどの機体は十円硬貨に最適化されて作られており、硬貨投入口には十円硬貨のサイズに合わせたスリットが付けられている。このため十円硬貨より大きな硬貨は入らず、たとえば直径・厚さにおいてより小さな外国製の硬貨などが入ったとしても、投入後にサイズ判定用の穴を通って排出されるため、使うことはできない。
なおエレメカには硬貨だけでなくメダルが使えるものもあるが、このゲームは穴の大きさで判定される要素が大きく改良が困難なため、メダル改造はほとんど存在しない。

## 遊び方
1. 筐体外部の硬貨投入口から十円硬貨を投入する。
  - このタイプのゲームの多くでは、硬貨投入口は前面上部の右寄りにある。上部に硬貨投入口がある理由は重力によって十円硬貨が落ちることを利用するためである。また、右寄りなのは人間の一般的な利き腕にあわせたものである。
2. 十円硬貨が正しく判定されると、スタート地点である右上にその十円硬貨が入る。
3. スタートからゴールまで左右両側に何段かのバネ式のレバーがあり、これを順々に弾いてゴールまでの到達を目指す。
  - しかし随所に「はずれ」の穴が開いており、一度でも落ちればゲームオーバーである。穴はゴールに近づくほど、難しい位置に配置されている。
4. 最下部のゴールは硬貨一枚分の幅の通過式スイッチのあるスリットになっており、そこに十円硬貨を入れることができれば、当たり券が排出され、当たり券の引き換えは店の店主に任される。
  - ただし、ゴールのスイッチが付いているスリットの両側にも「はずれ」があり、最後まで気を抜くことができない作りになっている。

全体のテクニックとしては、レバーをただ力任せに弾くだけではなく、微妙な力加減が求められ、さらには手を離して弾くのでなく、指でつまんだまま力を微調整する方法など、攻略のためのテクニックが存在する。

## 亜流ゲーム

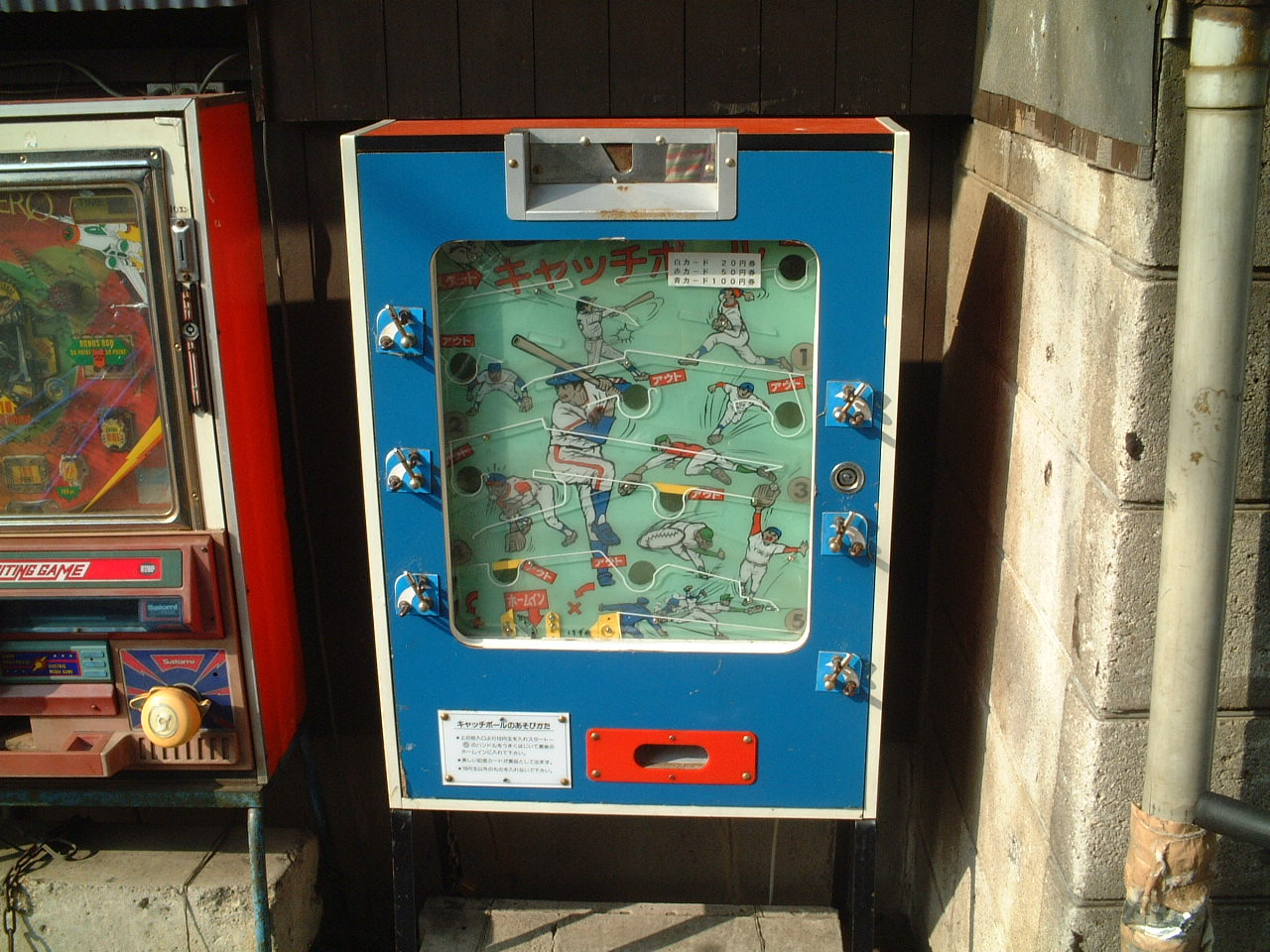
『キャッチボール』

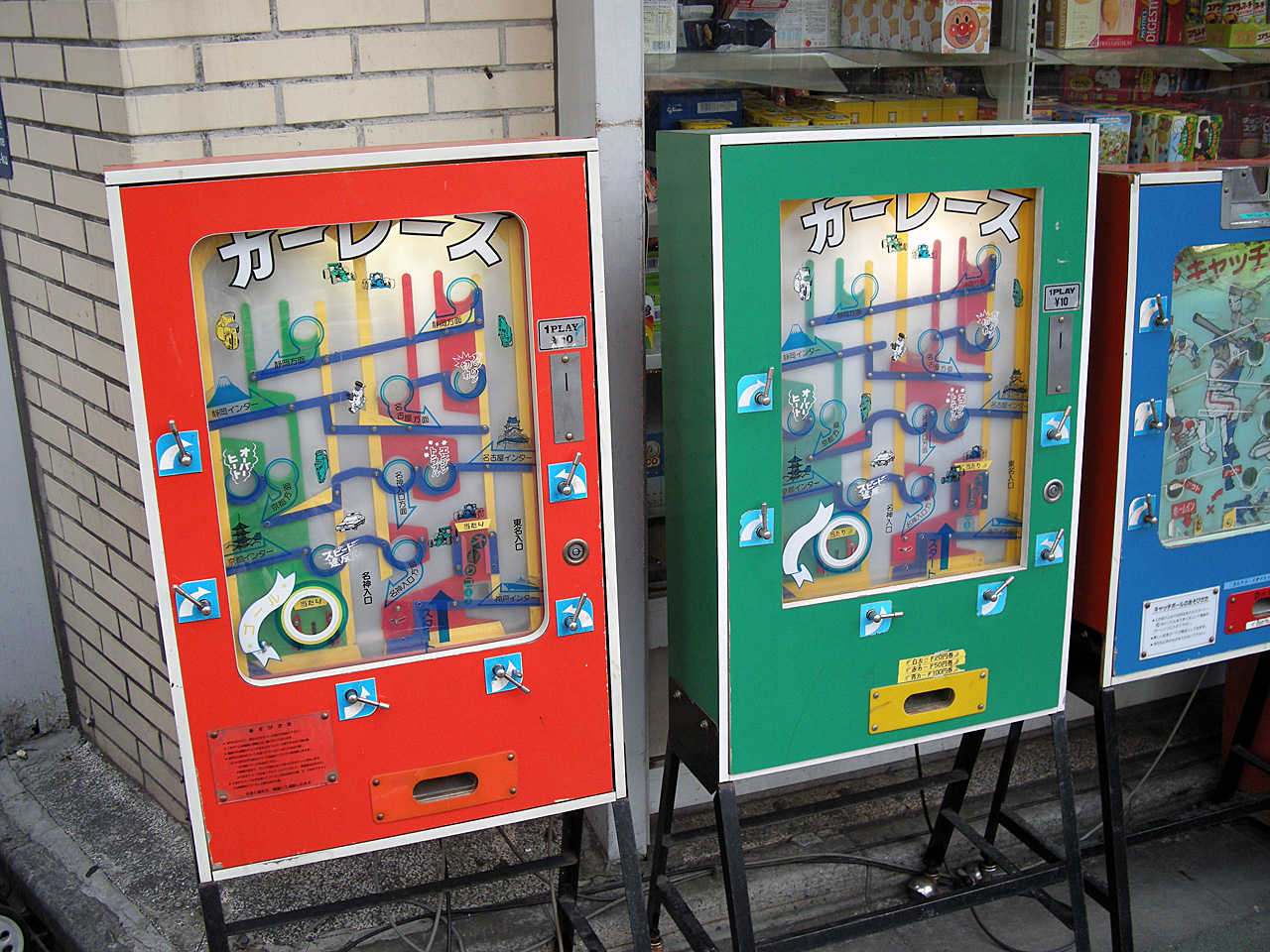
『カーレース』

シンプルながらスキル（腕前）を必要とするゲーム性が子供達の心をつかみ（当時熱中したプレイヤーの中には、100%必ずゴールまで持って行ける実力を身に付けた者もいた）、最も人気あるエレメカの一つとなった。このため多数の亜流が作られており、駄菓子屋などには昔から設置されているだけでなく、現代もなお製造されている亜流が存在するほどである。
十円硬貨が動く、あるいは十円硬貨を飛ばすという要素をイメージしてか、新幹線同様に乗り物の移動、または野球やサッカーをはじめとした子供に人気がある球技をモチーフにしたものが多い。亜流製品の中には十円硬貨の通り道や穴が他のゲームと同じという、ある意味コピーゲーム的なものも存在する。複雑な構造（透明なアクリル板で手前と奥を仕切り、ゲームフィールドを2倍使えるなど）の亜流では、下部がスタート位置となり、上に向かって打ち上げてゆく構造のものもある。
- 新幹線ゲームII
- 新幹線ゲームV
- やまびこ

こちらは同じ新幹線でも東北新幹線・上越新幹線がモチーフ。
- A級LICENCE
- インターチェンジ
- カーレース
- キャッチボール
- キャットファーザー
- グランプリ
- HOP STEP JUMP
- 昆虫王MEDAL（有限会社ハルナ貿易）

2007年に発売された亜流ゲーム。メダル払い出しタイプ。
- 昆虫王レース（有限会社ハルナ貿易）

2007年に発売された亜流ゲーム。昆虫王MEDALと同じ筐体だが、景品に昆虫のカードが払い出される。
- 日本一周旅行ゲーム（株式会社昭和技研）

新幹線のネットワーク拡充に伴いスタートが新青森駅、ゴールが鹿児島中央駅となっている。

## アプリケーション
スマートフォン・タブレットアプリがある。現在はiOS（iPhone・iPad）とAndroid用がある。なお作者はiOSとAndroidは全く別の作者となっている。このため内容が違う。iOS版はバンダイナムコゲームスからリリースされており、オリジナルのゲームの他、独自のルールを付け足したバージョンとなっており、JR東海やJR西日本の承諾を得ている。駅にはエレメカ登場時には存在しなかった品川駅なども存在する。
ダウンロード時の料金は無料だが、コインは10枚までは時間が経てば無料で、これ以上の枚数を使うには有料となる。Android版は個人作成で無料で利用できる。こちらはPCなどのFlash版としてWEB公開されているものをそのままAndroidに移植されたものとなっている。ゴールとなったときに出てくる景品はiOS版は新幹線カードで、出てきたカードは後で車両基地の項目で見ることが出来る。Android版は菓子が出てくる。